# باشگاه فوتبال الخلود عربستان سعودی
باشگاه فوتبال الخلود (عربی: نادی الخلود) یک باشگاه فوتبال واقع در شهر رس در عربستان سعودی است و اکنون در لیگ دسته اول فوتبال عربستان سعودی حضور دارد.
این باشگاه فوتبال در سال ۱۹۷۰ تأسیس شد.